# Just Dance (серия игр)
Just Dance — серия танцевальных ритм-игр. Разрабатывается и издаётся компанией Ubisoft. Оригинальная игра Just Dance была выпущена на Wii в 2009 году в Северной Америке, Европе и Австралии.

## Игровой процесс
Just Dance — танцевальная игра для одного или нескольких игроков, основанная на движениях. В каждую игру входит коллекция классических и современных песен, для каждой из которых создан свой танец. Задача игрока — повторять танец, исполняемый актёрами на экране; игра оценивает точность исполнения танца и выдаёт награды. За выполнение «золотых приёмов», требующих принять определённую позу, игра присуждает бонусные очки. Игрокам присваиваются ранги в зависимости от их успехов. В зависимости от игры и игровой платформы, можно играть с помощью контроллеров движения и устройств с камерой (например, Wii Remote и Kinect), либо с помощью приложения, загруженного на смартфон.

## Игры
| 2009 | Just Dance                                     |
| 2010 | Just Dance 2                                   |
| 2010 | Just Dance Kids                                |
| 2011 | Just Dance: Summer Party                       |
| 2011 | Just Dance 3                                   |
| 2011 | Just Dance Wii                                 |
| 2011 | Just Dance Kids 2                              |
| 2012 | Just Dance: Best of                            |
| 2012 | Just Dance Wii 2                               |
| 2012 | Just Dance 4                                   |
| 2012 | Just Dance: Disney Party                       |
| 2013 | Just Dance 2014                                |
| 2013 | Just Dance Kids 2014                           |
| 2014 | Just Dance Wii U                               |
| 2014 | Just Dance 2015                                |
| 2015 | Just Dance 2016                                |
| 2015 | Just Dance: Disney Party 2                     |
| 2015 | Yo-kai Watch Dance: Just Dance Special Version |
| 2016 | Just Dance 2017                                |
| 2017 | Just Dance 2018                                |
| 2018 | Just Dance 2019                                |
| 2019 | Just Dance 2020                                |
| 2020 | Just Dance 2021                                |
| 2021 | Just Dance 2022                                |
| 2022 | Just Dance 2023 Edition                        |
| 2023 | Just Dance 2024 Edition                        |
| 2024 | Just Dance 2025 Edition                        |
| 2025 | Just Dance 2026 Edition                        |

### Основная серия
Just Dance
Первая игра серии Just Dance, выпущена 17 ноября 2009 года. Присутствуют песни исполнителей MC Hammer, Элвиса Пресли, Iggy Pop, The Beach Boys, Baha Men, Spice Girls, Gorillaz и других.
Just Dance 2
Just Dance 2 выпущена 12 октября 2010 года. Эта часть игры включает 48 песен (считая DLC). Это первая игра серии, поддерживающая многопользовательский режим до восьми игроков. Включает песни исполнителей Кеши, Outkast, The Pussycat Dolls, WHAM!, Аврил Лавин, Рианны и других.
Just Dance 3
Выпущена 7 октября 2011 года. Эта часть игры была анонсирована на конференции Ubisoft на E3 6 июня 2011 года. Это первая часть игры, выпущенная на Xbox 360 (с поддержкой Kinect) и PlayStation 3 (с поддержкой PlayStation Move). Включает более 40 песен исполнителей Джесси Джей, Кэти Перри, Гвены Стефани, A-ha, Ленни Кравица, The Black Eyed Peas и других.
Just Dance 4
Выпущена 9 октября 2012 года. Эта часть игры была анонсирована на конференции Ubisoft на E3 4 июня 2012 года. Это первая часть игры, выпущенная на Wii U. Включает более 50 песен исполнителей Карли Рэй Джепсен, P!nk, The B-52’s, Рианны, Flo Rida и других.
Just Dance 2014
Выпущена 8 октября 2013 года. Трейлер игры был показан на конференции Ubisoft на E3 10 июня 2013 года. Это первая часть игры, выпущенная на Xbox One и PlayStation 4. Включает более 40 песен исполнителей Леди Гаги, Ники Минаж, PSY, One Direction, Криса Брауна, Арианы Гранде, ABBA, Джорджа Майкла, Мартина Рики и других.
Just Dance 2015
Выпущена 21 октября 2014 года. Трейлер игры был показан на конференции Ubisoft на E3 9 июня 2014 года. Включает более 40 песен исполнителей Фаррелла Уильямса, Джона Ньюмена, Кэти Перри, Игги Азалии, Maroon 5 и других.
Just Dance 2016
Выпущена 20 октября 2015 года. Игра была анонсирована на конференции Ubisoft на E3 15 июня 2015 года. Включает более 40 песен исполнителей Кельвина Харриса, Давида Гетты, Меган Трейнор, Бритни Спирс, Марка Ронсона, Шакиры, Келли Кларксон, Деми Ловато и других.
Just Dance 2017
Выпущена 25 октября 2016 года. Игра была анонсирована на конференции Ubisoft на E3 13 июня 2016 года. Включает более 40 песен исполнителей Анитты, Sia, Джастина Бибера, The Weeknd, Major Lazer, OneRepublic, Fifth Harmony, Queen, Бейонсе, DNCE и других. Это первая и единственная игра серии, опубликованная в Steam и первая, выпущенная для Nintendo Switch.
Just Dance 2018
Выпущена 24 октября 2017 года. Игра была анонсирована на конференции Ubisoft на E3 12 июня 2017 года. Включает песни исполнителей Рексы Биби, Бруно Марса, Арианы Гранде, Шакиры, Clean Bandit, Дуа Липы, Луиса Фонси, Селены Гомес и других.
Just Dance 2019
Выпущена 23 октября 2018 года. Трейлер игры был показан на конференции Ubisoft на E3 11 июня 2018 года. Включает песни исполнителей Бруно Марса, BIGBANG, BLACKPINK, Шона Пола, Джея Бальвина, Камилы Кабельо, Дэдди Янки и других.
Just Dance 2020
Выпущена 5 ноября 2019 года. Игра была анонсирована на конференции Ubisoft на E3 10 июня 2019 года. Включает песни исполнителей Арианы Гранде, Билли Айлиш, Эда Ширана, Little Big, 2NE1, Panic! at the Disco, Халида и других.
Just Dance 2021
Выпущена 12 ноября 2020 года. Игра была представлена 26 августа 2020 года на веб-презентации Nintendo Direct Mini: Partner Showcase. Включает песни исполнителей Дуа Липы, Twice, Леди Гаги, Арианы Гранде, Эминема, NCT 127, BLACKPINK, Селены Гомес и других. Это первая игра серии, выпущенная для Xbox Series X/S и PlayStation 5.
Just Dance 2022
Выпущена 4 ноября 2021 года. Трейлер игры был показан на конференции Ubisoft на E3 12 июня 2021 года. Включает песни исполнителей Anuel AA, Imagine Dragons, Сиары, Меган Трейнор, Камилы Кабельо, Оливии Родриго, Беллы Порч и других.
Just Dance 2023 Edition
Выпущена 22 ноября 2022 года. Игра была представлена 10 сентября 2022 года на онлайн конференции Ubisoft Forward September 2022. Это последняя игра в серии. Включает песни исполнителей Эйвы Макс, Джастина Тимберлейка, Дуа Липы, K/DA, Бритни Спирс, BTS и других. Это первая игра с Just Dance 4, которая не будет выпущена для PlayStation 4 и Xbox One.
Just Dance 2024 Edition
Выпущена 24 октября 2023. Игра была представлена 12 июня 2023 на презентации Ubisoft Forward June 2023. Включает песни исполнителей Розалии, Майли Сайрус, SZA, Blackpink и других. Это второй ежегодный набор песен для игры.
Just Dance 2025 Edition
Выпущена 15 октября 2024. Игра была представлена 19 июня 2024 года на презентации Nintendo Direct June 2024. Это третий ежегодный набор песен для игры.
Just Dance 2026 Edition
Выйдет 14 октября. Была представлена 31 июля 2025 года во время презентации Nintendo Direct July 2025 как семнадцатая игра в серии. Это четвертый ежегодный набор песен для игры.

### Японские эксклюзивы
Just Dance Wii
Японская версия Just Dance разработана Ubisoft Paris и издана Nintendo. Выпущена 13 октября 2011 года только для Wii. Включает 16 песен в жанре J-pop исполнителей Exile, Kara, Куми Коды и AKB48, 11 песен из игр Just Dance и Just Dance 2, а также песню, основанную на игре Super Mario Bros., которую можно разблокировать, сыграв во все остальные песни игры.
Just Dance Wii 2
Вторя игра Just Dance для Японии разработана Ubisoft Paris и издана Nintendo. Выпущена 26 июля 2012 года только для Wii. Включает 20 песен в жанре J-pop исполнителей Exile, Kara, Speed, Da Pump, T-Ara, DJ OZMA, 2PM, Happiness, Max и Ms. Ooja, а также 15 песен из Just Dance 2 и Just Dance 3.
Just Dance Wii U
Третья игра Just Dance для Японии разработана Ubisoft Paris и издана Nintendo. Показана на Nintendo Direct 14 февраля 2014 года и выпущена 3 апреля 2014 года только для Wii U. Включает 20 песен в жанре J-pop исполнителей SKE48, AKB48, BIGBANG, Кяри Памю Памю и Momoiro Clover Z, а также 15 песен из Just Dance 4 и Just Dance 2014.
Yo-kai Watch Dance: Just Dance Special Version
Эта часть Just Dance разработана Ubisoft в сотрудничестве с Level-5, последняя стала издателем. Включает песни и персонажей из игры Yo-kai Watch и одноимённой аниме-франшизы. Выпущена 5 декабря 2015 года только для Wii U.

### СерияJust Dance Kids
Just Dance Kids
Выпущена 9 ноября 2010 года. Создана с упором на песни, популярные у детей. Включает 42 песни из детских телесериалов, детские песни и поп-хиты различных исполнителей, таких как Джастин Бибер, Selena Gomez & The Scene и Деми Ловато. Игра была выпущена в Европе и Австралии под названием Dance Juniors в феврале 2011 года.
Just Dance Kids 2
Вторая игра в детской линейке игр, выпущена 25 октября 2011 года. Включает 40 песен, среди которых различные детские песни, песни из фильмов, таких как «Шрек 2», «Гномео и Джульетта», «Гадкий я», «Король Лев» и «Рапунцель: Запутанная история», песни из детских сериалов, а также поп-хиты различных исполнителей, таких как Selena Gomez & The Scene, Эшли Тисдейл и Бруно Марс. Игра была выпущена в Европе и Австралии под названием Just Dance Kids в ноябре 2011, поскольку первая часть продавалась под названием Dance Juniors.
Just Dance Kids 2014
Третья игра в детской линейке игр, выпущена 22 октября 2013 года. Включает более 30 песен, куда входят оригинальные песни различных исполнителей, таких как Деми Ловато, One Direction и Бриджит Мендлер, а также песни из детских телесериалов и фильмов, таких как «Виктория-победительница» и «Скала Фрэгглов».

### СерияDisney Party
Just Dance: Disney Party
Just Dance: Disney Party — первая игра в линейке Disney Party. Выпущена 23 октября 2012 года в Северной Америке, 25 октября 2012 года в Австралии, 26 октября 2012 года в Европе. Включает песни из фильмов Disney и популярные песни с Disney Channel.
Just Dance: Disney Party 2
Выпущена 20 октября 2015 года. Just Dance: Disney Party 2 включает разнообразные хиты и более 20 песен из сериалов и фильмов Disney Channel, таких как «Наследники», «Лето. Пляж. Кино», «Остин и Элли», «Истории Райли», «Кей Си. Под прикрытием» и «Лив и Мэдди».

### СерияExperience
Michael Jackson: The Experience
Спин-офф серии игр Just Dance, включающий 26 песен и полную хореографию Майкла Джексона. Выпущена 6 ноября 2010 года.
The Black Eyed Peas Experience
Вторая игра в линейке Experience. Включает более 20 песен The Black Eyed Peas. Выпущена в ноябре 2011 года. Версия для Xbox 360 геймплейно отличается от версии для Wii.
The Hip Hop Dance Experience
Третья игра в линейке Experience. Включает хиты таких артистов, как Flo Rida, B.o.B, Рианна и многих других.

### Другие спин-оффы
Dance on Broadway
Спин-офф, включающий 20 песен из бродвейских мюзиклов. Некоторые песни: «I Just Can’t Wait to Be King» из мюзикла «Король Лев», «Bend and Snap» из мюзикла «Блондинка в законе», «Fame» из мюзикла «Слава» и «Time Warp» из мюзикла «Шоу ужасов Рокки Хоррора».
The Smurfs Dance Party
Спин-офф, включающий 25 песен. Игра позволяет танцевать вместе с Папой Смурфом, Растяпой, Благоразумником, Ворчуном, Смельчаком, Смурфеттой и Гаргамелем. Выпущена 19 июля 2011 года в Северной Америке, 29 июля 2011 года в Европе и 8 сентября 2011 года в Австралии.
ABBA: You Can Dance
Спин-офф, включающий 25 песен группы ABBA. Выпущен 15 ноября 2011 года в Северной Америке, 24 ноября 2011 года в Австралии и 25 ноября 2011 года в Европе.

### СерияGreatest Hits
Just Dance: Greatest Hits
Just Dance: Greatest Hits, также известная под названием Just Dance: Best Of для PAL-версии консоли Wii, включает самые популярные песни из предыдущих игр: Just Dance, Just Dance 2 и Just Dance: Summer Party.

### Специальные выпуски
Just Dance: Summer Party
Just Dance Summer Party, в Европе известная под названием Just Dance 2: Extra Songs, включает наиболее часто скачиваемые песни из Just Dance 2. Песни, включённые в эту игру, планировалось добавить в Just Dance 2, но от этого отказались во время разработки.

### Прочее
Just Dance Now
Just Dance Now — приложение, которое позволяет игрокам играть в Just Dance в любом месте после синхронизации устройства с веб-сайтом на экране телевизора. Для игры не требуется консоль, а устройство, используемое для синхронизации игры, будет использоваться в качестве контроллера, как Wii Remote.
Just Dance Unlimited
Just Dance Unlimited — сервис подписки для Just Dance 2016, Just Dance 2017, Just Dance 2018, Just Dance 2019, Just Dance 2020, Just Dance 2021 и Just Dance 2022, заменивший дополнительный скачиваемый контент. Just Dance Unlimited включает более шестисот хитов, а также новыее песни, такие как «Cheerleader (Felix Jaehn Remix)» OMI, «Better When I’m Dancin» Меган Трейнор, «Shut Up and Dance» Walk the Moon и многие другие. Новые песни, добавленные в Just Dance Unlimited, доступны только в самой новой игре серии.

## Приём
Все оценки взяты из Metacritic.

### Основная серия
Just Dance: 49 из 100.
Just Dance 2: 74 из 100.
Just Dance 3: 74 из 100 (версия для Wii), 70 из 100 (версия для Xbox 360), 75 из 100 (версия для PlayStation 3).
Just Dance 4: 74 из 100 (версия для Wii), 66 из 100 (версия для Wii U), 77 из 100 (версии для Xbox 360 и PlayStation 3).
Just Dance 2014: 71 из 100 (версия для Xbox One), 72 из 100 (версия для Wii U), 75 из 100 (версия для PlayStation 4), 77 из 100 (версия для PlayStation 3), 79 из 100 (версия для Xbox 360).
Just Dance 2015: 70 из 100 (версия для Xbox One), 72 из 100 (версия для PlayStation 4), 75 из 100 (версия для Wii U).
Just Dance 2016: 66 из 100 (версия для Xbox One), 73 из 100 (версии для PlayStation 4 и Wii U).
Just Dance 2017: 73 из 100 (версии для Xbox One и PlayStation 4), 72 из 100 (версия для Nintendo Switch).
Just Dance 2018: 71 из 100 (версия для Nintendo Switch), 75 из 100 (версия для PlayStation 4).
Just Dance 2019: 72 из 100 (версия для Nintendo Switch), 77 из 100 (версии для Xbox One and PlayStation 4).
Just Dance 2020: 74 из 100 (версия для Nintendo Switch), 77 из 100 (версия для PlayStation 4).
Just Dance 2021: 70 из 100 (версия для Nintendo Switch).
Just Dance 2022: 71 из 100 (версия для Nintendo Switch), 83 из 100 (версия для Xbox Series X/S).